# Argyrosticta aurifundens
Argyrosticta aurifundens là một loài bướm đêm trong họ Noctuidae.